# Super Game Boy

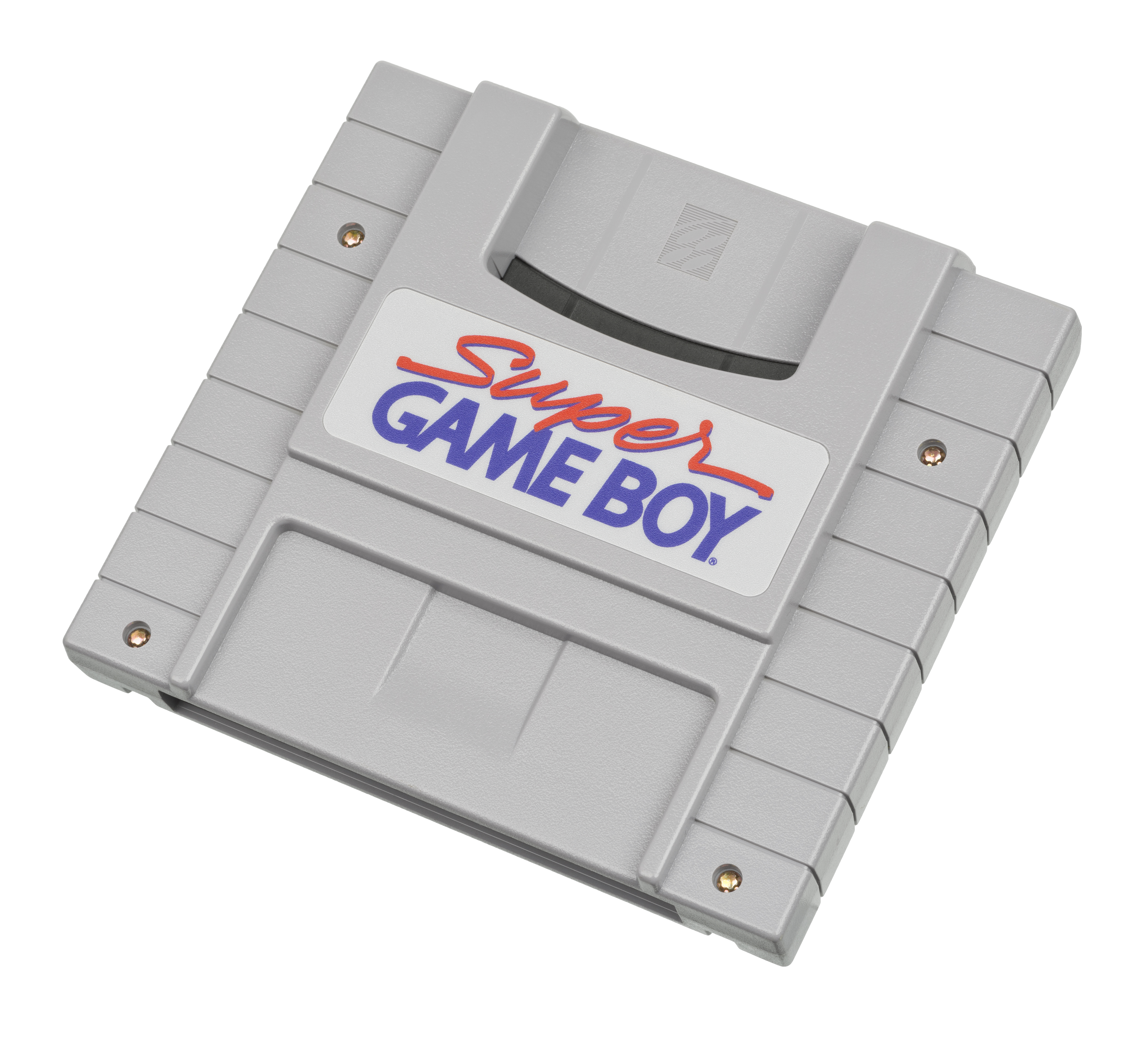
Versão americana do Super Game Boy.

Super Game Boy é um acessório para Super NES que permite ao jogador utilizar qualquer pacote de jogo (cartucho) de Game Boy e alguns do Game Boy Color no Super NES, e jogá-lo na tela da televisão em cores. Alguns jogos com o logotipo do Super Game Boy tem funções exclusivas, mas os jogos de Game Boy sem o logotipo também funcionam.
O Super Game Boy também tem funções exclusivas para todos os jogos.

## Super Game Boy 2
Em 1998, apenas no Japão, foi lançada uma segunda versão intitulada Super Game Boy 2, onde o hardware foi melhorado para atender mais exigências de jogos do Game Boy Color, como por exemplo, jogar a 2 jogadores através de um comando específico criado para o Super Game Boy 2.